# Liquidus

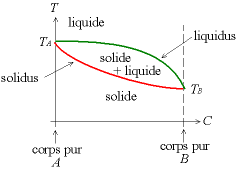
Un diagrama de fases binari per a dues substàncies pures mesclades totalment

Liquidus és la corba del diagrama de fases binari, temperatura-composició, que relaciona les composicions i temperatures per sobre de les quals només existeix la fase líquida. En un material afectat per un procés de fusió o cristal·lització, el liquidus del diagrama de fases separa l'àrea on la matèria és completament fosa, de l'àrea on coexisteixen líquid i sòlid. En augmentar la temperatura, traspassar la línia de liquidus suposa una fusió total; si la temperatura disminueix, això equival a l'inici d'una cristal·lització parcial.
El terme liquidus s'utilitza en metal·lúrgia i petrografia, i serveix per precisar en els diagrames de fases l'inici o acabament de l'aparició de cristalls a l'aliatge, el líquid magmàtic, etc. En geologia, aquest límit depèn, òbviament, de la pressió i la temperatura en profunditat.
La temperatura de fusió només es defineix per a substàncies pures. Atès que hi ha dos o més components, llavors definim la temperatura de liquidus. La temperatura de liquidus és la temperatura a la qual els cristalls apareixen per primera vegada en el líquid.